# Фануатапу
Фануатапу, незаселений острів, який є має вулканічне походження. Острів являє собою кільце складене вулканічним туфом. Фануатапу знаходиться біля східного краю острова Уполу, Самоа і є найменшим і найсхідніший з чотирьох островів Алейпата. Його площа становить всього 15 гектарів. На острові розміщений автоматизований маяк.